# Біджапур
Біджапур (каннада ವಿಜಾಪುರ) — місто в індійському штаті Карнатака. Є адміністративним центром однойменного округу.

## Клімат
Місто знаходиться у зоні, котра характеризується кліматом помірних степів та напівпустель. Найтепліший місяць — квітень із середньою температурою 30.8 °C (87.4 °F). Найхолодніший місяць — грудень, із середньою температурою 22.7 °С (72.9 °F).
| Клімат Біджапура        | Клімат Біджапура | Клімат Біджапура | Клімат Біджапура | Клімат Біджапура | Клімат Біджапура | Клімат Біджапура | Клімат Біджапура | Клімат Біджапура | Клімат Біджапура | Клімат Біджапура | Клімат Біджапура | Клімат Біджапура | Клімат Біджапура |
| Показник                | Січ.             | Лют.             | Бер.             | Квіт.            | Трав.            | Черв.            | Лип.             | Серп.            | Вер.             | Жовт.            | Лист.            | Груд.            | Рік              |
| Середній максимум, °C   | 30,7             | 33               | 36,3             | 38               | 37,6             | 32,5             | 29,6             | 29,5             | 30,4             | 31,3             | 30,1             | 29,4             | 32,4             |
| Середня температура, °C | 23,4             | 25,4             | 28,7             | 30,8             | 30,7             | 27,7             | 25,9             | 25,7             | 25,9             | 26,1             | 24,1             | 22,7             | 26,4             |
| Середній мінімум, °C    | 16,2             | 17,9             | 21,2             | 23,6             | 23,9             | 22,9             | 22,1             | 21,9             | 21,4             | 20,9             | 18,1             | 16               | 20,5             |
| Норма опадів, мм        | 0.6              | 1.3              | 4.8              | 26.7             | 50.6             | 90.4             | 126.1            | 93.5             | 123.4            | 99.9             | 34.8             | 5.7              | 657.6            |
| ----------------------- | ---------------- | ---------------- | ---------------- | ---------------- | ---------------- | ---------------- | ---------------- | ---------------- | ---------------- | ---------------- | ---------------- | ---------------- | ---------------- |
| Джерело: Weatherbase    |                  |                  |                  |                  |                  |                  |                  |                  |                  |                  |                  |                  |                  |